# Jules Lemaire
Pour les articles homonymes, voir Lemaire.

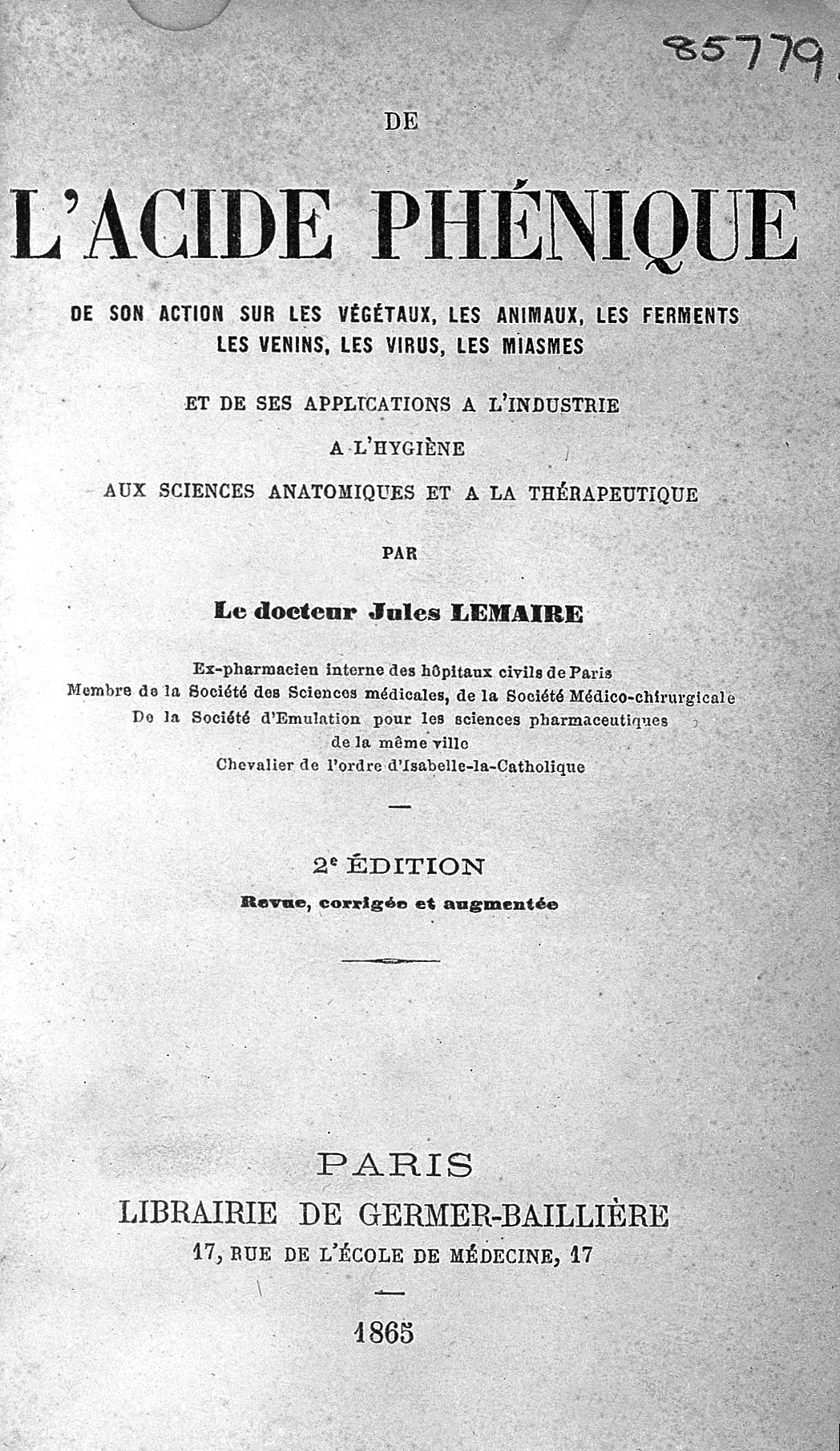

Jules Lemaire, né le 17 février 1814 à Ferrières (Seine-et-Marne) et décédé le 8 mars 1873 aux Lilas (Seine), est un médecin et pharmacien français. Il fut le premier à découvrir les propriétés antiseptiques de l'acide phénique.

## Biographie
Jules Lemaire, pharmacien et chimiste, avait été chargé par le docteur Ferdinand Le Beuf, pharmacien à Bayonne, d'expérimenter une préparation de coaltar (goudron de houille) émulsionné à l'aide d'une teinture alcoolique de saponine. Lemaire reconnut à cette préparation des propriétés germicides, dues à l'acide phénique issu du coaltar, et publia les résultats de ces recherches en 1860 dans un ouvrage intitulé : Du coaltar saponiné, désinfectant énergique.
Jules Lemaire expérimenta ensuite les effets de l'acide phénique parallèlement à ceux du coaltar, et présenta les résultats de l'ensemble de ses travaux dans un nouvel ouvrage publié en 1863 : De l'acide phénique, de son action sur les végétaux, les animaux, les ferments, les venins, les virus, les miasmes et de ses applications à l'industrie, à l'hygiène, aux sciences anatomiques et à la thérapeutique. Il donnait ici sa préférence à l'acide phénique, plus énergique et de maniement plus facile, et préconisait l'acide phénique en solution aqueuse à 5 %. L'ouvrage fut épuisé en quelques mois et dut être réédité en 1865.
Une longue polémique, commencée en 1865, l'opposa au docteur Gilbert Déclat (1827-1896) sur la primauté de cette découverte. Les publications scientifiques de Jules Lemaire à ce sujet étant bien antérieures à celles de Déclat, la primauté de la découverte revenait donc bien à Jules Lemaire.

## Portée de sa découverte
Les propriétés antiseptiques de l'acide phénique découvertes par Jules Lemaire seront mises à profit par le chirurgien britannique Joseph Lister (1827-1912), pionnier de la méthode antiseptique en chirurgie opératoire, qui eut l'idée de passer tous ses outils de chirurgie et ses blouses à l'acide phénique, ainsi que les blessures des opérés, faisant ainsi chuter le taux de mortalité post-opératoire de 40% à 15%.

## Titres et distinctions
Jules Lemaire était :
- Docteur en médecine.
- Ancien pharmacien interne des Hôpitaux civils de Paris.
- Membre de la Société des Sciences médicales.
- Membre de la Société médico-chirurgicale.
- Membre de la Société d’Émulation pour la science pharmaceutique de Paris.
- Chevalier de l'Ordre d'Isabelle-la-Catholique.